# Schkortleben
Schkortleben este o comună în Saxonia-Anhalt, Germania